# Stazione di Bonorva
Stazione di Bonorva vasútállomás Olaszországban, Szardínia régióban, Bonorva településen.

## Vasútvonalak
Az állomást az alábbi vasútvonalak érintik:
- Cagliari–Golfo Aranci Marittima-vasútvonal

## Kapcsolódó állomások
A vasútállomáshoz az alábbi állomások vannak a legközelebb: 
- Stazione di Giave
- Stazione di Campeda